# Керрі Чепмен Кетт
Керрі Чепмен Кетт (англ. Carrie Chapman Catt 9 січня 1859 — 9 березня 1947) — американська лідерка суфражистського руху, політична діячка, журналістка, антимілітаристка. Відіграла вагому роль у боротьбі за прийняття дев'ятнадцятої поправки до Конституції США, що дала жінкам право голосу. Одна з найвідоміших жінок першої половини ХХ століття в США.

## Біографія
Народилася в 1859 році у штаті Вісконсин. Ще дитиною почала цікавитися наукою і хотіла стати лікарем. Закінчивши школу, вступила до Сільськогосподарського коледжу Айови (зараз Університет штату Айова). Спочатку батько був проти її вступу до коледжу, але пізніше пом'якшав і покрив частину витрат на навчання. Щоб забезпечити себе, Кетт доводилося працювати посудомийкою, бібліотекаркою, а також учителькою в сільських школах.
Під час навчання Керрі приєдналася до місцевої літературної спілки — студентської організації, мета якої полягала у розвитку у студентів навичок, необхідних у навчанні, і підвищенні їхньої впевненості у собі. На зборах цього товариства розмовляти було дозволено тільки чоловікам. Кетт порушила правила і почала брати участь у дебатах. З цього почалося обговорення і перегляд ролі жінок у заходах, які проводилися організацією. Це в кінцевому підсумку призвело до скасування заборони жінкам брати участь у бесідах. Крім цього, Керрі входила до лав сестринства Pi Beta Phi, започаткувала дискусійний клуб для жінок, а також виступала за участь студенток у військових тренуваннях.
Після трьох років навчання Кетт отримала диплом бакалавра наук (вона була єдиною жінкою з усього курсу). Після навчання працювала в суді, після чого вчителькою, а потому — директором школи у штаті Айова.
У лютому 1885 року Керрі Кетт одружилася з редактором місцевої газети Лео Чепменом, але він помер наступного року. Приблизно тоді ж вона стала активною учасницею суфражистського руху. У 1890 одружилася з Джорджем Кетті, заможним інженером, який підтримував дружину у її боротьбі за права жінок. Завдяки цьому шлюбу вона змогла щороку проводити широкі кампанії на підтримку виборчого права для жінок.

## Суфражистська діяльність

### Американська суфражистська асоціація
У 1887 році Керрі Кетт повернулася до рідного міста і стала учасницею суфражистського руху. З 1890 по 1892 вона працювала секретаркою в уряді штату. Тоді ж стала працювати в американській національній суфражистській асоціації, виступала від імені асоціації на конвенції у Вашингтоні в 1890 році. У 1892 на прохання Сьюзен Ентоні звернулася до Конгресу з посланням про необхідність увести поправку до конституції, що дає жінкам право голосу.

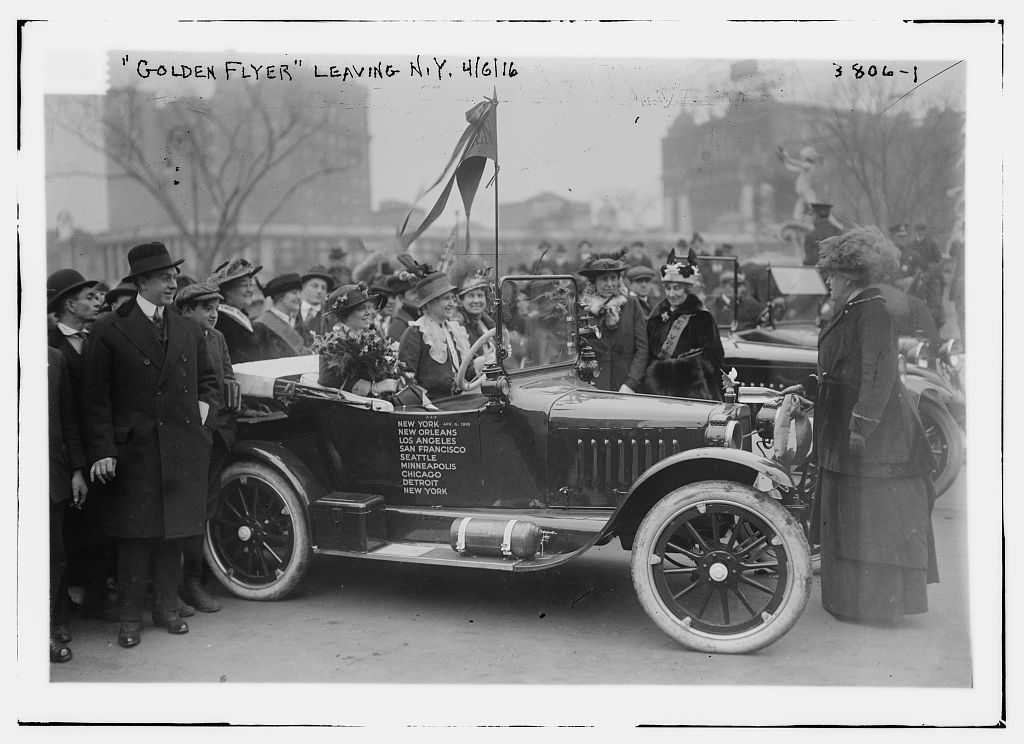
6 квітня 1916 року, Керрі Кетт перед суфражистками, готовими вирушити в поїздку по США з кампанією на підтримку прав жінок

Кетт двічі обиралась на посаду президента суфражистської асоціації: з 1900 по 1904 та з 1915 по 1920. Після першого терміну пішла, щоб подбати про хворого чоловіка. До 1915 асоціація сильно розділилася під керівництвом Анни Говард Шоу. Під час другого терміну Кетт розширила асоціацію і зібрала хороший бюджет. На конвенції в 1916 році в Атлантик-Сіті вона представила свій «План перемоги» з метою привернути сенаторів і представників різних штатів до підтримки жіночого виборчого права. Її метою було просування виборчого права не тільки на державному, а й на регіональних рівнях. Також вона розраховувала знайти компроміс з тими штатами, які були різко проти права голосу для жінок. Під керівництвом Кетт асоціація заручилася підтримкою Білого дому і Сенату. До 1917 року деякі західні штати вже надали жінкам право голосу. Кетт вирішила зосередитися на кожному штаті окремо і провела успішну кампанію у штаті Нью-Йорк, завдяки якій був ухвалений закон, що надав його мешканкам виборче право. У тому ж році президент і конгрес прийняли рішення про вступ США в Першу світову війну. Кетт відкрито підтримала уряд, розраховуючи, що це буде корисним для суфражистського руху, що стане сприйматися як патріотичний. Однак суфражистки її рішення прийняли неоднозначно. Наступного року президент підтримав суфражистський рух. І, нарешті, у серпні 1920, після запеклого лобіювання Кетт і суфражистської асоціації виборчого права для жінок, була прийняла 19 поправка до конституції .

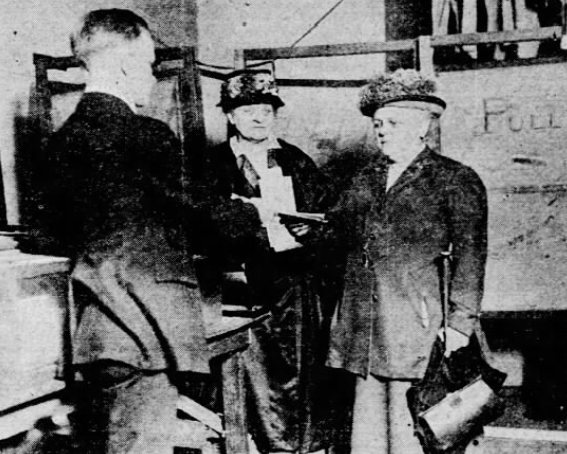
Керрі Кетт і Мері Хей отримують бюлетені, щоб вперше проголосувати на президентських виборах у 1920 році

Під час своїх агітаційних компаній, залежно від штату, Кетт іноді зверталася до забобонів того часу. Наприклад, у Південній Кароліні в 1919 вона користувалася расистськими настроями, стверджуючи, що отримання жінками права голосу «зміцнить позиції білих американців, не ослабить». Суфражистська асоціація була найбільшою в Америці. З 1880 по 1920 роки Кетт провела десятки кампаній, організувала роботу величезного числа волонтерів (1 мільйон до 1920 року), виголосила сотні промов. Після прийняття 19 поправки Керрі покинула пост президента асоціації, продовживши роботу з просування прав жінок. Після смерті чоловіка вона вступила до лав інтернаціонального альянсу жінок (суфражистська організація), а також заснувала Лігу виборчинь (1920 рік), метою якої було допомагати жінкам користуватися набутим виборчим правом.

### Інтернаціональний суфражистський рух
Кетт була також лідеркою інтернаціонального суфражистського руху. У 1902 вона допомогла заснувати Міжнародний суфражистський альянс (зараз Міжнародний союз жінок), до якого пізніше приєдналися організації із 35 країн. З 1904 по 1923 очолювала альянс. Протягом 8 років працювала над просуванням жіночих прав по всьому світу. А після відходу з посади президента американської суфражистської асоціації сконцентрувала сили на сприянні жінкам у здобутті права голосу по всьому світу. Альянс існує донині.

## Діяльність під час Світових Воєн

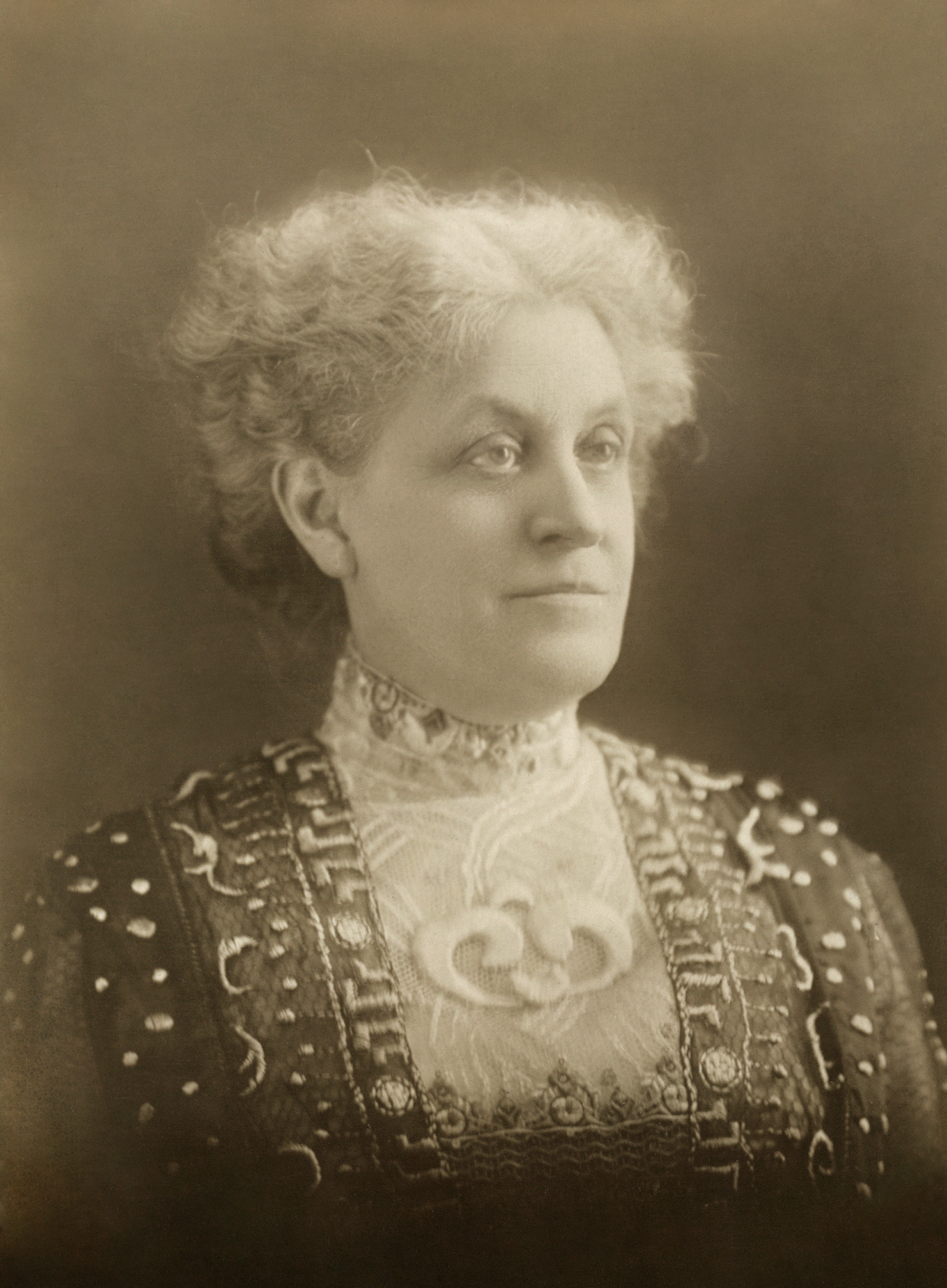
Керрі Чепнем Кетт

У 1920-х і 1930-х Керрі Кетт займалася антивоєнною діяльністю. На самому початку Першої світової її та Джейн Аддамс запрошували очолити організацію, яка виступає за мир. Кетт відмовилася від запрошення, вважаючи, що це зашкодить її інтернаціональній роботі з просування прав жінок, оскільки її вступ до руху за мир означав би, що вона стала на бік однієї із країн у міжнародному конфлікті. Однак було прийнято рішення, що Американська суфражистська асоціація допомагатиме Червоному Хресту, а також допомагатиме жінкам перейняти роботу чоловіків, які вирушили на війну. Але увага Кетт була повністю зосереджена на суфражизмі аж до прийняття 19 поправки у 1920.
Після прийняття поправки Кетт почала допомагати руху за мир. Не бажаючи приєднуватися до жодної із вже існуючих організацій, що займалась проблемою, вона із групою однодумців заснувала Національний комітет із причин та завершення воєн (the National Committee on the Cause and Cure of War). Однак пізніше, під час Другої світової війни, Кетт покинула комітет, визнавши, що організація вийшла не такою, якою вона її планувала: до її лав входили не всі жінки, а тільки білі жінки з середнього класу, до того ж, діяльність організації була спрямована не на зміцнення можливостей її учасниць, а тільки на просвітництво людей на тему міжнародних проблем.
У 1933 році, у відповідь на зростаючу владу Гітлера, Кетт організувала Комітет з протесту жінок неєврейського походження проти переслідування євреїв у Німеччині (he Protest Committee of Non-Jewish Women Against the Persecution of Jews in Germany). Група створила петицію проти переслідування євреїв, яку підписали 9 000 американок неєврейського походження. У документі засуджувалося насильство проти євреїв в Німеччині. Кетт також чинила тиск на уряд, щоб полегшити імміграційне законодавство, у результаті чого євреям стало легше домогтися політичного притулку в Америці. Керрі стала першою жінкою, нагородженою американською єврейською медаллю (American Hebrew Medal).

## Смерть і визнання

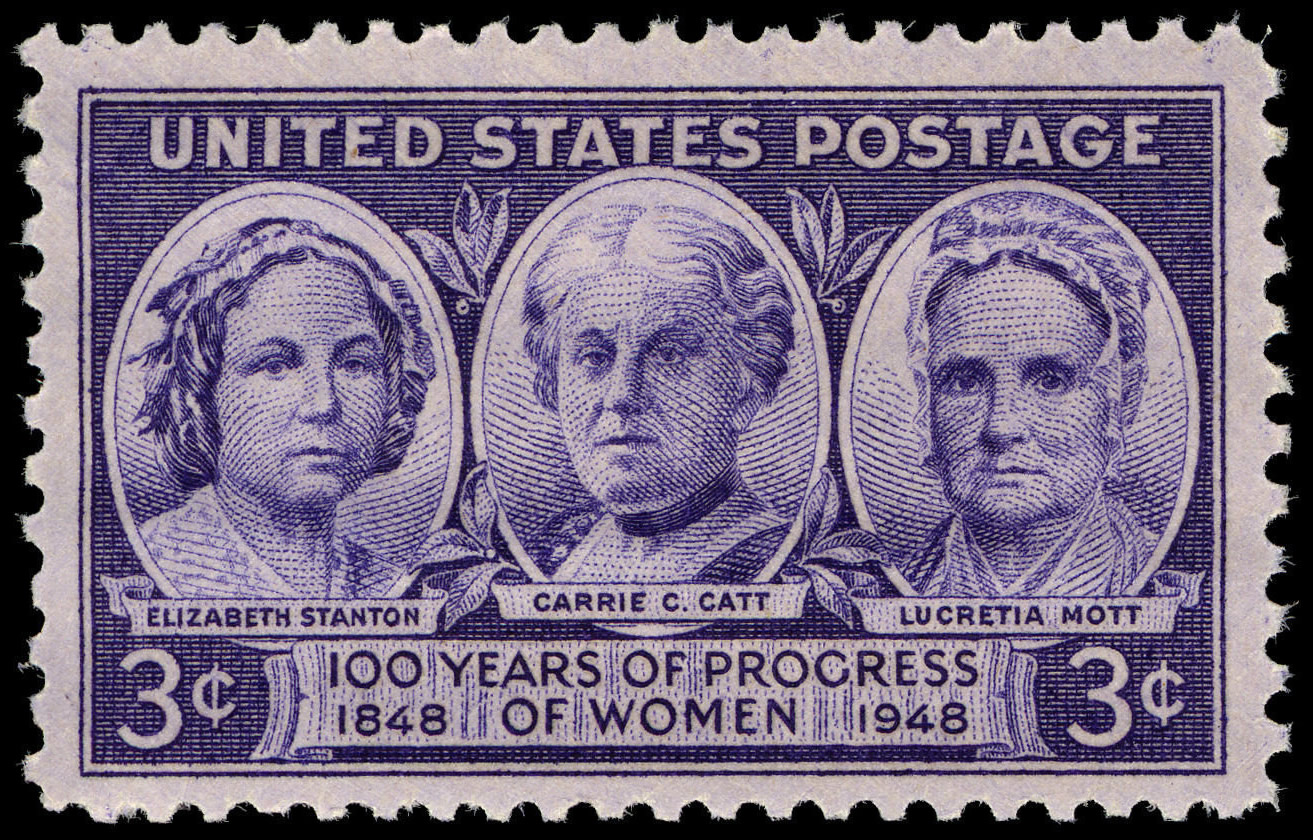
Поштова марка США (Керрі Кетт посередині)

Керрі Кетт померла від серцевого нападу у 1947 році. Її праця отримала визнання як за життя, так і після її смерті. У 1926 році вона була поміщена на обкладинку журналу Time, у 1930 отримала премію за свою діяльність, спрямовану на всесвітнє роззброєння, а в 1941 була нагороджена Білим домом. У 1975 стала першою учасницею щойно заснованої зали жіночої слави штату Айова. У 1992 році Кетт була названа однією з десяти найважливіших жінок століття.
У художньому фільмі про американський суфражизм «Ангели із залізними щелепами» (2004 рік) роль Керрі Кетт зіграла Анжеліка Г'юстон.
На честь Кетт також відкрито кілька пам'ятників і будівель у штаті Айова, в якому вона жила і вела свою діяльність.